# Pseudolaguvia ribeiroi
Pseudolaguvia ribeiroi är en fiskart som först beskrevs av Hora 1921.  Pseudolaguvia ribeiroi ingår i släktet Pseudolaguvia och familjen Erethistidae. IUCN kategoriserar arten globalt som livskraftig. Inga underarter finns listade i Catalogue of Life.